# Geosynchronní dráha

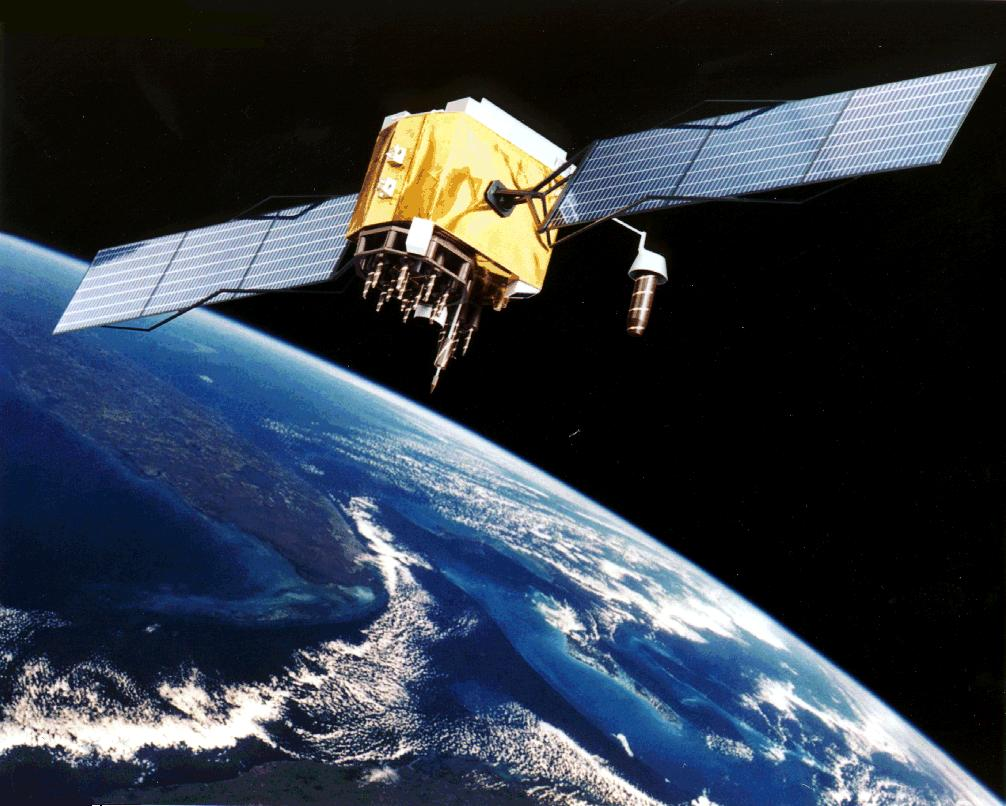
Satelit GPS na semisynchronní dráze kolem Země

Geosynchronní dráha je typ geocentrické oběžné dráhy, jejíž doba oběhu (siderická perioda) je stejná, jako doba otočení Země kolem své osy takzvaný hvězdný den (viz Hvězdný čas). Tato synchronizace způsobuje, že z pohledu pozorovatele se objekt na této dráze vrací na jedno místo na obloze vždy ve stejný čas každý den.

## Charakteristika
Každá dráha, mající tyto parametry, může být označena jako geosynchronní, přičemž nezáleží na jejím sklonu. V praxi se však toto označení používá pro orbity se sklonem blízkým nule (téměř nad rovníkem). V širším pojetí může mít geosynchronní dráha i libovolnou excentricitu, avšak, stejně jako v případě sklonu, se v praxi takto označují dráhy kruhové nebo téměř kruhové.
Geosynchronní dráha je speciální druh synchronní dráhy, jejíž centrální těleso je Země. Oběžná dráha synchronizovaná se Sluncem se nazývá heliosynchronní dráha. Podle definice synchronní dráhy se nemusí doba oběhu družice a doba rotace tělesa rovnat, ale mohou být v celočíselných násobcích. V případě synchronní dráhy Země se pro tyto dráhy používá jiné označení, např. semisynchronní dráha, která má poloviční (resp dvakrát menší) siderickou periodu než hvězdný den na Zemi. Patří sem některé dráhy typu molnija a oběžné dráhy satelitů systému GPS. Dalším speciálním druhem je geostacionární dráha, která je však kruhová a má nulový sklon.